# Loch Arnish
Loch Arnish är en vik i Storbritannien.   Den ligger i kommunen Highland och riksdelen Skottland, i den nordvästra delen av landet, 700 km nordväst om huvudstaden London. Loch Arnish ligger på ön Isle of Raasay.